# Фотобиеннале
Фотобиеннале (также фотобьеннале) — международные выставки фотографий, проводящиеся Московским домом фотографии раз в два года. Регулярно проводится с 1996 года в Москве.

## 2008
Седьмой международный месяц фотографии в Москве «Фотобиеннале 2008» проходил с 21 марта по 30 мая 2008. Выставки биеннале прошли в Манеже, в выставочном центре «Винзавод», Музее современного искусства, ГУМе и в других галереях и залах.
Программа «Фотобиеннале — 2008» сформирована вокруг трёх тем:
1. «Свет и цвет»
2. «Изумление, или to be surprise»
3. «Магнум — 60 лет!»

## 2010
Восьмой международный фестиваль фотографии в Москве «Фотобиеннале-2010» проходит с 9 марта по 27 июня 2010 г. в рамках Года Франции в России. Основные выставки биеннале размещены в залах Манежа, Нового манежа, в Московском Доме фотографии, Государственном музее современного искусства Российской Академии художеств, галерее «На Солянке» и на других выставочных площадках Москвы.
Выставки «Фотобиеннале—2010» посвящены следующим темам:
- «Vive la France!»
- «Ретроспективы»
- «Перспективы»

## 2012
Выставки «Фотобиеннале—2012» посвящены следующим темам:
- «Фотографии Кино»
- «Америка в фокусе»
- «On the road»

Девятый международный фестиваль фотографии в Москве «Фотобиеннале-2012». Основные выставки:
- Мирослав Тихий — Художник с плохой камерой
- Сара Мун — Чёрная шапочка
- Аркадий Шайхет — Продолжение. 1928—1931
- Лю Болинь — Человек-невидимка
- Александр Слюсарев -РЕТРОСПЕКТИВА. ЧАСТЬ 1

## 2014

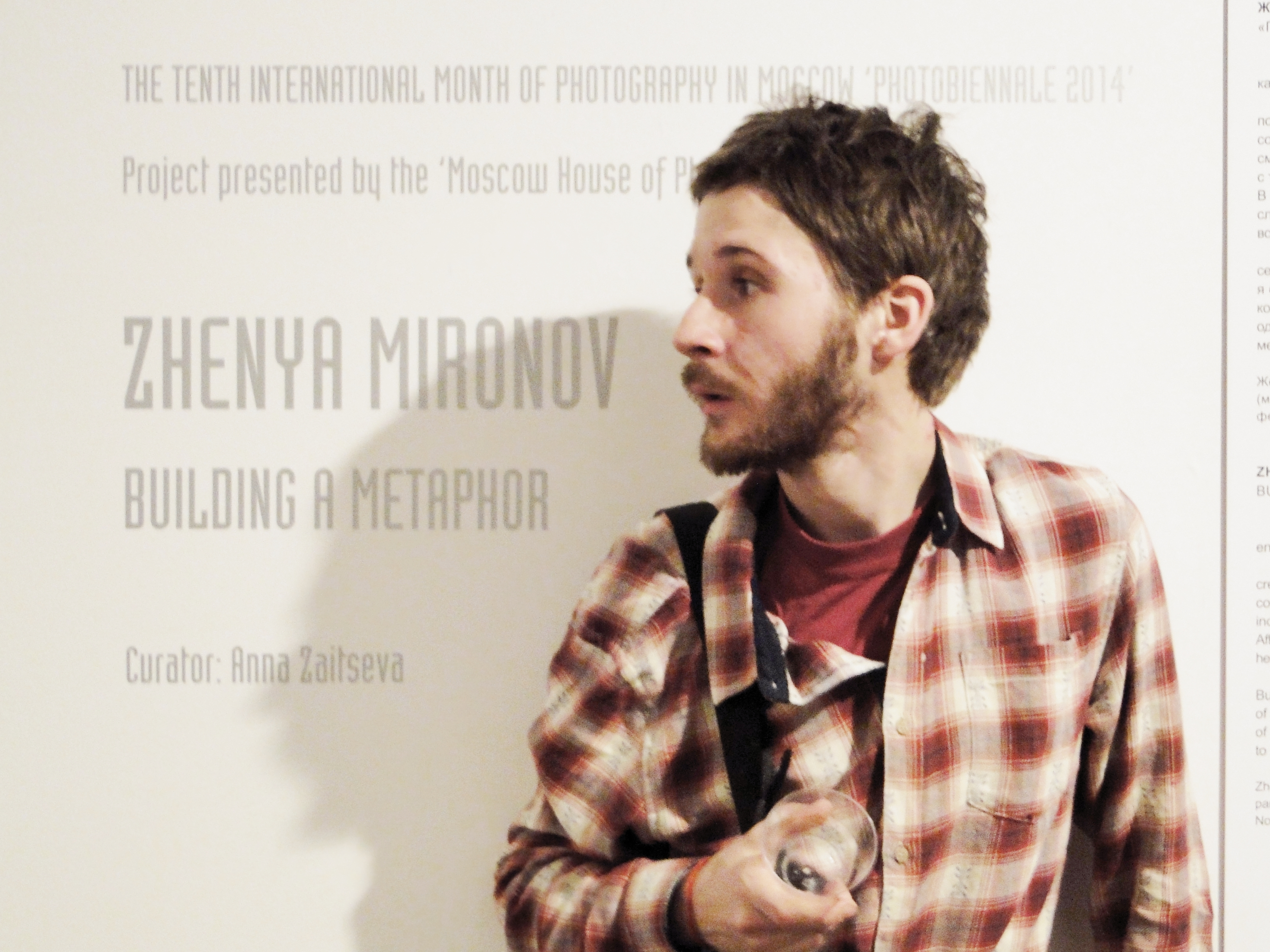
Фотограф Евгений Миронов на своей выставке «Построение метафоры» на Фотобиеннале-2014

Десятый международный фестиваль фотографии в Москве «Фотобиеннале-2014».Выставки «Фотобиеннале—2014» посвящены темам: с
- «Визуальная Власть»
- «Звездное небо»
- «Visual Power»

Основные выставки:
- Фотографические эссе Александра Слюсарева
- Ширин Нешат — Не спрашивай, куда ушла любовь
- Джессика Ленг — Незримое
- Женя Миронов — Построение метафор
- Эрвин Блюменфельд — Фотографии, рисунки, фотомонтаж
- Андрей Абрамов - Симуляторы городского ландшафта

## 2016
Выставки «Фотобиеннале—2016» посвящены следующим темам:
- «Япония»
- «Идентичность»
- «Фотография вне Москвы и Санкт Петербурга»

Одиннадцатый международный фестиваль фотографии в Москве «Фотобиеннале-2016». Основные выставки:
- Энни Лейбовиц — Pirelli Calendar
- Хироси Сугимото — Прошлое и настоящее в трех частях
- Паскаль Кольра — Суп лисиц
- Женя Миронов — Грубый закат. Японская пластика
- Николай Бахарев, Владимир Воробьев, Владимир Соколаев — НШФ